# Битва при Сисаке
Битва при Сисаке — сражение, произошедшее 22 июня 1593 года между войсками Габсбургской монархии и Османской империи. Битва закончилась полной победой габсбургской армии, основу которой составляли хорваты, и означала для хорватов конец оборонительного периода в войнах с османами.
Сражение состоялось около города Сисак, ныне Хорватия, в междуречье рек Сава и Купа. Армию Габсбургов возглавлял австрийский генерал Рупрехт фон Эггенберг, над хорватскими частями предводительствовал бан Хорватии Тамаш Эрдёди (венгр по происхождению), над отрядом герцогства Крайна — Андреас фон Ауэршперг. Османские силы возглавлял боснийский бейлербей Хасан-паша Предоевич.

## Битва
Несколько десятилетий перед 1593 годом регулярные силы Австрии и Турции сохраняли перемирие, хотя иррегулярные части (со стороны османов акынджи, со стороны Хорватии — ускоки) совершали частые набеги на территорию, занимаемую противником.

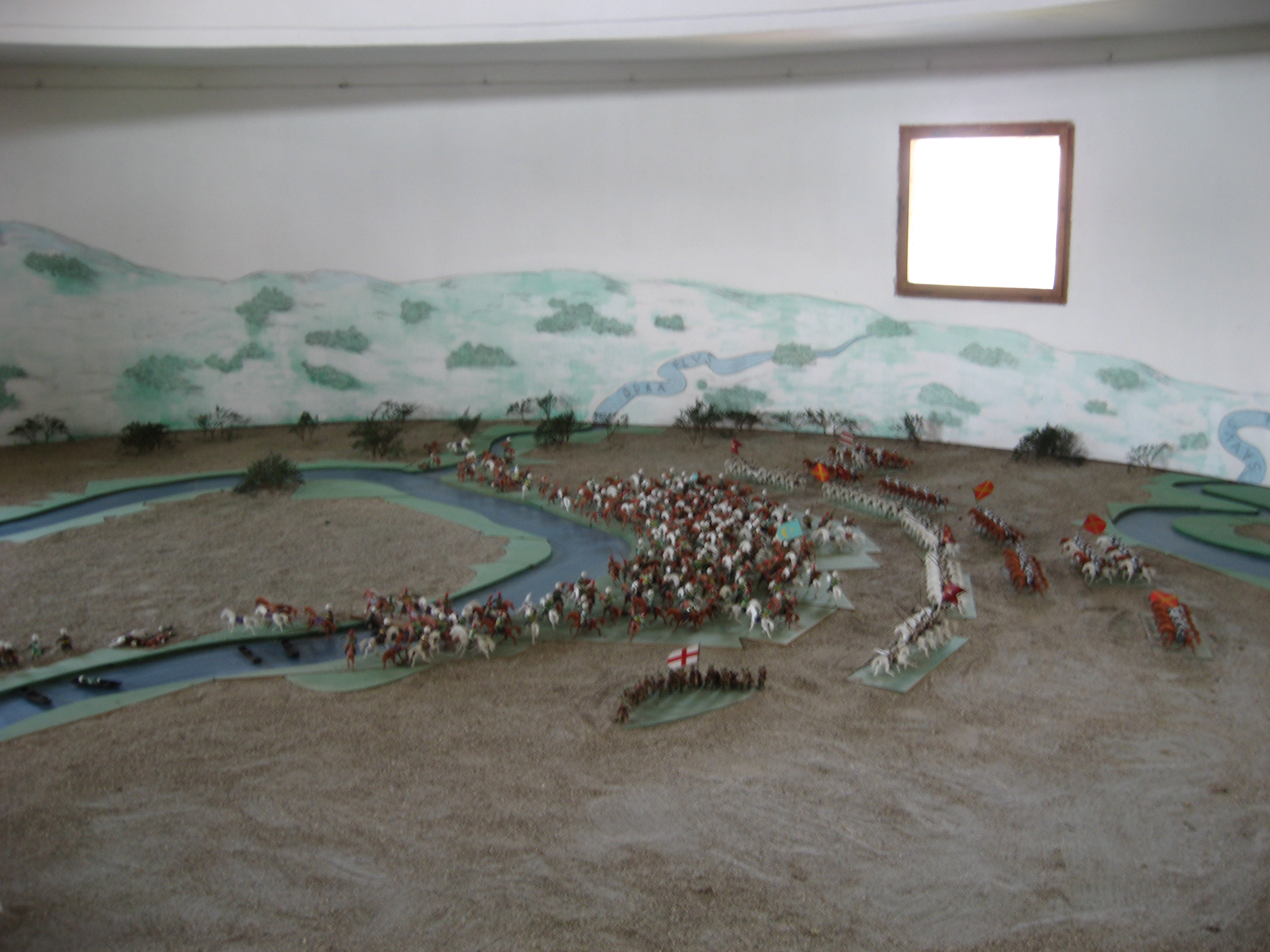
Макет, реконструирующий битву при Сисаке в музее Сисакской крепости

В 1593 году перемирие было нарушено — боснийский паша Хасан Предоевич с армией пересёк Купу, которая являлась по договору в Адрианополе, заключённому годом ранее, границей между Габсбургской монархией и Османской империей. Целью похода была укреплённая Сисакская крепость, воздвигнутая в стратегически важном месте между Купой и Савой примерно в километре от впадения первой во вторую.
Рядом с крепостью турецкие войска были встречены габсбургской армией, основу которой составляли хорваты, в состав входили также австрийские и крайнские (главным образом, словенские) части и около 500 сербов-ускоков. Общая численность армии составляла 5800 человек, точное число османов неизвестно, согласно традиции оно превышало христианские силы в 6 раз, но историки считают цифру в 12 000 человек более близкой к действительности.
Турецкая армия была плохо организована, её основу составляли местные, слабо подготовленные части. Туркам не удалось использовать преимущество в живой силе; решающим фактором, предопределившим победу австрийского войска, стало грамотное использование тяжёлой артиллерии. Интенсивным обстрелом Эггенберг и Эрдёди оттеснили турок к Купе и зажали в клещи между двумя флангами своей армии. Отступление превратилось в паническое бегство, большая часть османской армии, включая главнокомандующего, погибла на поле боя или утонула при отступлении в Купе. Потери христиан были минимальны.
В донесении Тамаша Эрдёди эрцгерцогу Эрнсту о битве говорится:
Узнав об этих нападениях паши, господин генерал Хорватии, господин Эггенберг, я и генерал славонской Границы объединёнными силами и с бесстрашным сердцем направились на помощь Сисаку, паша с отборными десятью тысячами конных и пеших пришёл навстречу, чтобы померяться с нами... Некоторое время он храбро выдерживал наши атаки, но в конце концов частым огнём карловацких стрелков был сбит со своих позиций и бросился в бегство. Когда он бежал в свой лагерь на другом берегу Купы, мы его гнали и загнали в названную реку Купу. Он с четырьмя бегами и почти со всем войском утонул в воде и погиб... Мы захватили у неприятеля семь больших пушек и несколько малых фальконетов и несколько новых кораблей

## Значение

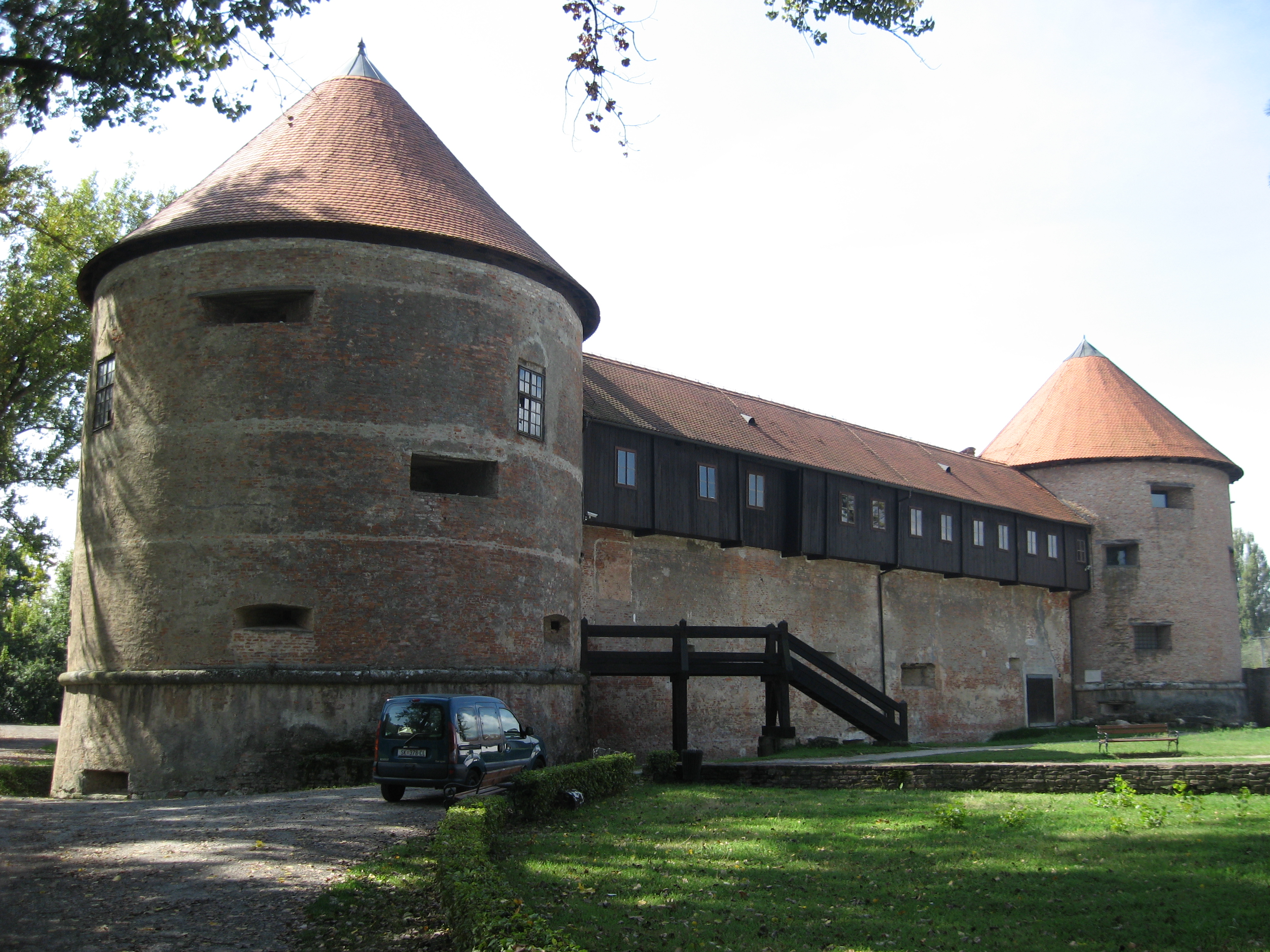
Сисакская крепость

Исход битвы при Сисаке привёл к существенному ослаблению позиций Османской империи на Балканах. Исход этой битвы вкупе с рядом других неудач Османской империи, таких как битва при Лепанто, а также фортификационные и иные работы, предпринятые Австрией по укреплению Военной границы в конце XVI века, остановили продвижение турок на Балканах. В общих чертах сформировалась граница между Габсбургской державой и Османской империей, которая сохранялась вплоть до начала контрнаступления Габсбургов в конце XVII века после битвы при Вене.